# Luigi Lucotti
Luigi Natale Lucotti (* 18. Dezember 1893 in Voghera; † 29. Dezember 1980 ebenda) war ein italienischer Radrennfahrer.

## Sportliche Laufbahn
Lucotti war im Straßenradsport aktiv. Von 1913 bis 1925 war er Unabhängiger und Berufsfahrer. Seine bedeutendsten sportlichen Erfolge waren ein Etappensieg im Giro d’Italia 1914 und drei Tageserfolge in der Tour de France 1919 (zweifach) und 1921. 1914 wurde er Vizemeister Italiens im Straßenrennen hinter Costante Girardengo. Bei Mailand–Sanremo 1915 wurde er hinter Constante Girardengo Zweiter. Im Giro dell’Emilia 1917 wurde er ebenfalls Zweiter, ebenso in der Trofeo Melinda 1912. Beim Sieg von Alfonso Calzolari kam er im Giro d’Italia 1914 auf den dritten Rang. Dritte Plätze holte er auch bei Mailand–Turin 1917 sowie in der italienischen Straßenmeisterschaft 1919.
Die Tour de France 1921 beendete er als Vierter. In der Lombardei-Rundfahrt 1917 wurde er ebenfalls Vierter. Den Giro d’Italia bestritt Lucotti fünfmal. 1913 wurde er 16., 1914 3. und 1923 25. der Gesamtwertung. 1919 und 1921 war er ausgeschieden. Die Tour de France fuhr Lucotti dreimal. 1919 wurde er 7., 1921 4. 1925 hatte er die Rundfahrt nicht beendet. In der Tour 1919 überquerte Lucotti den Col d’Aubisque sowie den Col de Braus als Erster.

## Berufliches
Nach seiner aktiven Karriere betrieb er ein Fahrradgeschäft in seinem Heimatort.